# (466683) 2014 WX260
(466683) 2014 WX260 es un asteroide perteneciente al cinturón de asteroides, descubierto el 10 de mayo de 2005 por el equipo Spacewatch desde el Observatorio Nacional de Kitt Peak (Arizona, Estados Unidos).